# 榮·庫蘭
榮·庫蘭（Jonathan Curran）是美國的一位職業高爾夫球手。庫蘭出生在麻薩諸塞州。他曾就讀於范德比大學並且是學校高爾夫球隊的一員。2009年，庫蘭轉為職業球員。2014年開始，他參加Web.com巡迴賽的賽事並在這一年拿到三個賽事的冠軍。

## 外部連結
- 官方网站
- 榮·庫蘭在PGA巡迴賽的官方網站
- 榮·庫蘭在男子高爾夫世界排名的官方網站